# Bastionfestival
Het Bastionfestival is een jaarlijks muziekfestival dat sinds 2018 wordt georganiseerd.
Het evenement vindt plaats op het Bastion in het Belgische Kessenich, gelegen direct aan de Maasplassen. Het festival brengt muziek in verschillende stijlen. Het festival trekt jaarlijks duizenden bezoekers. Bij de vijfde editie in 2024 waren dat er 12.000, waarmee het festival opnieuw was uitverkocht.